# Lorenzina de' Medici

Stemma dei Medici

Lorenzina de' Medici (Venezia, 1547 circa – Roma, 1590 circa) era la figlia naturale di Lorenzino de' Medici e della sua amante Elena Barozzi.

## Biografia
Suo padre fu ucciso presumibilmente quando era appena nata, o forse addirittura prima della sua nascita. Egli si trovava esule a Venezia dopo essersi macchiato dell'assassinio del Duca Alessandro de' Medici ed era sempre in fuga dai sicari del Duca Cosimo I, che l'avevano inseguito per mezza Europa.
Dopo la morte del padre Lorenzina venne cresciuta dai familiari di lui. 
Si sposò con il nobile romano, Giulio Colonna, della quale era la seconda moglie. Non ebbe figli e dopo la sua morte suo marito si risposò per la terza volta, con Pentesilea Gatteschi.

## Ascendenza
|                                     |   |                     | Genitori                   |  |  | Nonni |  |  | Bisnonni                       |  |  | Trisnonni                           |  |
|                                     |   |                     |                            |  |  |       |  |  | Lorenzo de' Medici il Popolano |  |  | Pierfrancesco de' Medici il Vecchio |  |
|                                     |   |                     |                            |  |  |       |  |  | Lorenzo de' Medici il Popolano |  |  | Pierfrancesco de' Medici il Vecchio |  |
|                                     |   | Laudomia Acciaiuoli |                            |  |  |       |  |  | Lorenzo de' Medici il Popolano |  |  |                                     |  |
| Pierfrancesco de' Medici il Giovane |   |                     |                            |  |  |       |  |  | Lorenzo de' Medici il Popolano |  |  |                                     |  |
|                                     |   | Semiramide Appiano  | Jacopo III Appiano         |  |  |       |  |  |                                |  |  |                                     |  |
|                                     |   | Semiramide Appiano  | Jacopo III Appiano         |  |  |       |  |  |                                |  |  |                                     |  |
|                                     |   | Semiramide Appiano  | Battistina Fregoso         |  |  |       |  |  |                                |  |  |                                     |  |
| Lorenzino de' Medici                |   | Semiramide Appiano  |                            |  |  |       |  |  |                                |  |  |                                     |  |
|                                     |   | Tommaso Soderini    | Paolantonio Soderini       |  |  |       |  |  |                                |  |  |                                     |  |
|                                     |   | Tommaso Soderini    | Paolantonio Soderini       |  |  |       |  |  |                                |  |  |                                     |  |
|                                     |   | Tommaso Soderini    | Lisabetta Spinelli         |  |  |       |  |  |                                |  |  |                                     |  |
| Maria Soderini                      |   | Tommaso Soderini    |                            |  |  |       |  |  |                                |  |  |                                     |  |
|                                     |   | Fiammetta Strozzi   | Filippo Strozzi il Vecchio |  |  |       |  |  |                                |  |  |                                     |  |
|                                     |   | Fiammetta Strozzi   | Filippo Strozzi il Vecchio |  |  |       |  |  |                                |  |  |                                     |  |
|                                     |   | Fiammetta Strozzi   | Fiammetta Adimari          |  |  |       |  |  |                                |  |  |                                     |  |
| Lorenzina de' Medici                |   | Fiammetta Strozzi   |                            |  |  |       |  |  |                                |  |  |                                     |  |
|                                     | … | …                   |                            |  |  |       |  |  |                                |  |  |                                     |  |
|                                     | … | …                   |                            |  |  |       |  |  |                                |  |  |                                     |  |
|                                     | … | …                   |                            |  |  |       |  |  |                                |  |  |                                     |  |
| Alvise Barozzi                      | … |                     |                            |  |  |       |  |  |                                |  |  |                                     |  |
|                                     |   | …                   | …                          |  |  |       |  |  |                                |  |  |                                     |  |
|                                     |   | …                   | …                          |  |  |       |  |  |                                |  |  |                                     |  |
|                                     |   | …                   | …                          |  |  |       |  |  |                                |  |  |                                     |  |
| Elena Barozzi                       |   | …                   |                            |  |  |       |  |  |                                |  |  |                                     |  |
|                                     |   | …                   | …                          |  |  |       |  |  |                                |  |  |                                     |  |
|                                     |   | …                   | …                          |  |  |       |  |  |                                |  |  |                                     |  |
|                                     |   | …                   | …                          |  |  |       |  |  |                                |  |  |                                     |  |
| …                                   |   | …                   |                            |  |  |       |  |  |                                |  |  |                                     |  |
|                                     |   | …                   | …                          |  |  |       |  |  |                                |  |  |                                     |  |
|                                     |   | …                   | …                          |  |  |       |  |  |                                |  |  |                                     |  |
|                                     |   | …                   | …                          |  |  |       |  |  |                                |  |  |                                     |  |
|                                     |   | …                   |                            |  |  |       |  |  |                                |  |  |                                     |  |